# Ministrowie spraw społecznych i bezpieczeństwa socjalnego Islandii
Ministrowie spraw społecznych i bezpieczeństwa socjalnego Islandii – członkowie rządu Islandii, kierujący ministerstwem spraw społecznych i bezpieczeństwa socjalnego (isl. Félags- og tryggingamálaráðuneytið). Do 2007 roku byli nazywani jedynie ministrami spraw społecznych.

## Lista ministrów
- Jóhanna Sigurðardóttir (Partia Socjaldemokratyczna, 8 lipca 1987 – 24 czerwca 1994)
- Guðmundur Árni Stefánsson (24 czerwca 1994 – 23 kwietnia 1995)
- Páll Pétursson (Partia Postępu, 23 kwietnia 1995 – 23 maja 2003)
- Árni Magnússon (Partia Postępu, 23 maja 2003 – 7 marca 2006)
- Jón Kristjánsson (Partia Postępu, 7 marca 2006 – 15 czerwca 2006)
- Magnús Stefánsson (Partia Postępu, 15 czerwca 2006 – 24 maja 2007)
- Jóhanna Sigurðardóttir (Sojusz, 24 maja 2007 – 1 lutego 2009)
- Ásta Ragnheiður Jóhannesdóttir (Sojusz, 1 lutego 2009 – 10 maja 2009)
- Árni Páll Árnason (10 maja 2009 - 2 września 2010
- Guðbjartur Hannesson (2 września 2010 - 23 maja 2013)
- Eygló Harðardóttir (Partia Postępu, od 23 maja 2013)